# À cinq heures de Paris

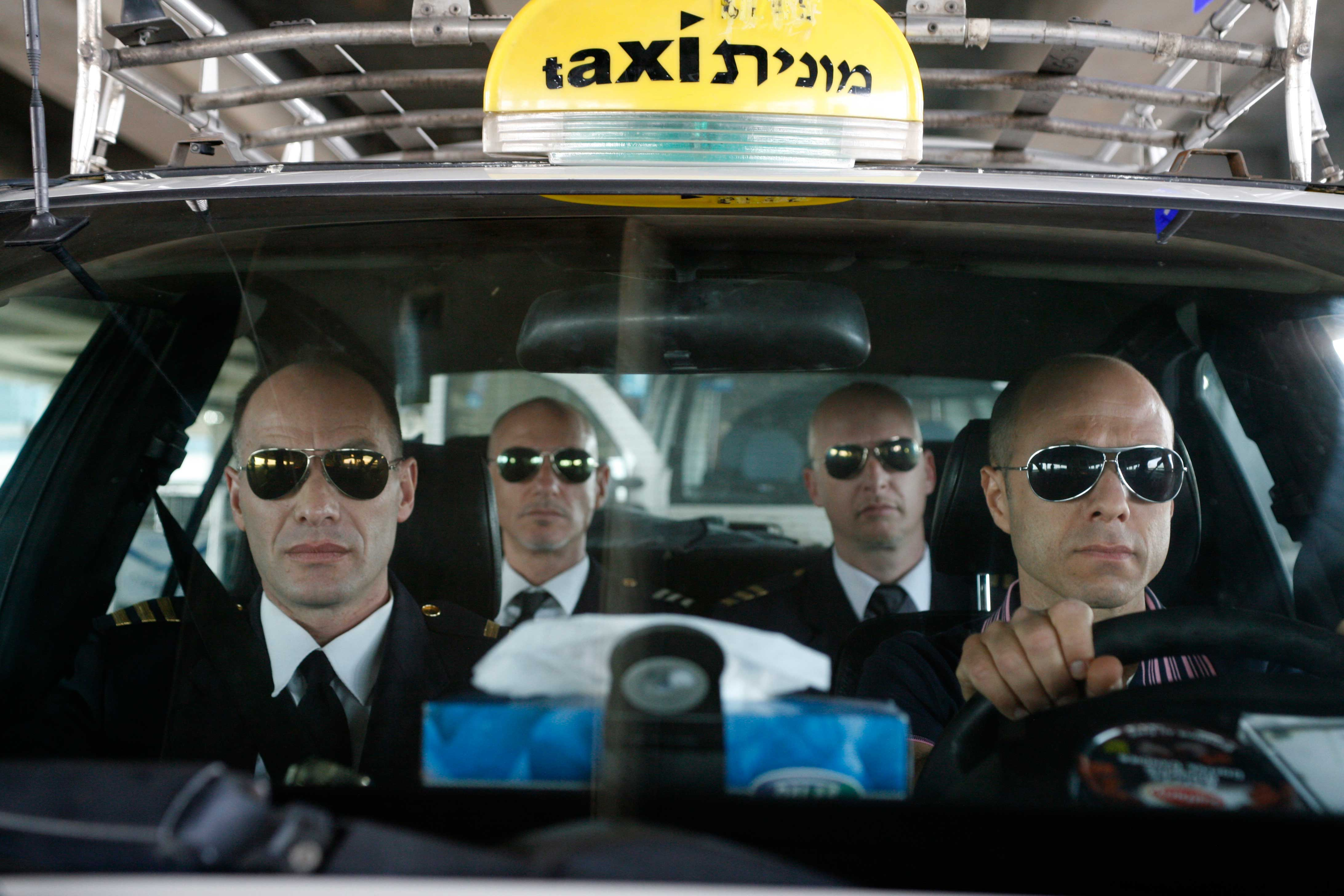
Dror Keren et Haim Meckelberg dans le film « À cinq heures de Paris »

À cinq heures de Paris (Hamesh Shaot me'Pariz) est un film israélien réalisé par Leon Prudovsky, sorti en 2009. Le film est une comédie sentimentale de 90 minutes et est produit avec le soutien de l'Israël Film Fund et Isratim.
À la suite de l'abordage de la flottille pour Gaza en mai 2010, le réseau de salles de cinéma d'art et essai Utopia a décidé de boycotter ponctuellement la diffusion du film sorti le 23 juin[pas clair],.

## Fiche technique
- Titre original : Hamesh Shaot me'Pariz
- Titre français : À cinq heures de Paris
- Réalisation : Leon Prudovsky
- Scénario : Erez Kav-El, Leon Prudovsky
- Musique : Gavriel Ben-Podah
- Montage : Evgeny Ruman
- Dates de sortie :         
  - Canada : 12 septembre 2009 (Toronto International Film Festival)
  - Israel : 12 novembre 2009
  - France : 23 juin 2010

## Distribution
- Vladimir Friedman : Grisha
- Dror Keren : Yigal
- Dorit Lev-Ari
- Helena Yaralova : Lina
- Yoram Toledano : Gershon